# بیمارستان چونا
بیمارستان چونا با نام اصلی مغز (به هانگول: 브레인) محصول کره جنوبی در ۲۰ قسمت از ۱۴ نوامبر ۲۰۱۱ تا ۱۷ ژانویه ۲۰۱۲ در شبکهٔ کی‌بی‌اس به نمایش درآمد.

## خلاصه داستان
بیمارستان چونا بهترین بیمارستان مغز و اعصاب در کشور کره جنوبی است. در این بیمارستان شمار فراوانی پروفسور و پزشک متخصص مغز و اعصاب کار می‌کنند. پروفسور کیم‌سانگ بهترین متخصص مغز و اعصاب کشور است که در این بیمارستان کار می‌کند. در میان شاگردان پروفسور کیم سانگ پزشک متخصصی به نام دکتر لی‌گانگ و فردی مغرور و خودخواه است که خود را برتر از دیگران می‌داند…

## بازیگران
بازیگران اصلی
- شین ها کیون در نقش دکتر لی کانگ هون
- چوی جونگ وون در نقش یون جی هه
- جونگ جین یونگ در نقش پروفسور کیم سانگ چئول
- جو دونگ هیوک در نقش دکتر سئو جون سوک
- کیم کلودیا در نقش جانگ یو جین

خانواده دکتر لی کانگ هون
- کیم گا اوت در نقش لی‌ها یانگ/خواهر دکتر لی
- سونگ اک سوک در نقش کیم سون ایم/مادر دکتر لی

کارکنان بیمارستان چونا
- لی سونگ مین در نقش گو جی هاک
- بان هیو جونگ در نقش هوانگ یانگ سان
- پارک چول هو در نقش پارک این بوم
- ایم جی اون در نقش سرپرستار هونگ ایون سوک
- جو سو مین در نقش ایم هیون جونگ

رزیدنت‌های جراحی اعصاب
- کواک سیونگ نام در نقش یانگ بوم جونگ
- شیم هیونگ تاکسی در نقش جو دیود شیک
- لی سیونگ جو در نقش دنگ سیونگ من
- ون سه این در نقش یءو بنگ گو

بقیه بازیگران
- چوی ایل هوا در نقش ان دنگ سوک
- لی هیونگ وو در نقش پارک دنگ هوا
- کانگ یه سءو در نقش چوی ریو بی

## جوایز و نامزدی‌ها
| سال  | جایزه                       | رده                                   | دریافت‌کننده                | نتیجه    |
| ---- | --------------------------- | ------------------------------------- | -------------------------- | -------- |
| 2011 | KBS Drama Awards            | Best Couple Award                     | شین‌ها کیون و چویی جونگ وون | برنده    |
| 2011 | KBS Drama Awards            | Netizen Award                         | شین‌ها کیون                 | برنده    |
| 2011 | KBS Drama Awards            | Netizen Award                         | چوی جونگ وون               | برنده    |
| 2011 | KBS Drama Awards            | جایزه بهترین، بازیگر در مینی‌سریال     | جونگ جین یونگ              | برنده    |
| 2011 | KBS Drama Awards            | جایزه بهترین، بازیگر در مینی‌سریال     | شین‌ها کیون                 | نامزدشده |
| 2011 | KBS Drama Awards            | جایزه بهترین، بازیگر زن در مینی سریال | چویی جونگ وون              | نامزدشده |
| 2011 | KBS Drama Awards            | Top Excellence Award, Actor           | شین‌ها کیون                 | نامزدشده |
| 2011 | KBS Drama Awards            | جایزه بزرگ (Daesang)                  | شین‌ها کیون                 | برنده    |
| 2012 | Korean PD Awards            | بهترین بازیگر                         | شین‌ها کیون                 | برنده    |
| 2012 | Baeksang Arts Awards        | بهترین بازیگر تلویزیونی               | شین‌ها کیون                 | نامزدشده |
| 2012 | Baeksang Arts Awards        | بهترین درام تلویزیون                  | مغز                        | نامزدشده |
| 2012 | جوایز بین‌المللی درامای سئول | بهترین بازیگر                         | شین‌ها کیون                 | نامزدشده |